# Cissus microcarpa
Cissus microcarpa es una especie del género Cissus en la familia Vitaceae.  

## Descripción
Son bejucos o trepadoras; tallos teretes a subangulados, no alados o con alas erosas; tallos jóvenes con tricomas café-amarillentos a ferrugíneos, malpigiáceos y adpresos y/o simple-pilosos; yemas axilares inconspicuas. Hojas 3-folioladas (raramente aquellas no asociadas con las inflorescencias son simples y profundamente lobadas), cartáceas a subcoriáceas, con tricomas malpigiáceos esparcidos a densos y/o tricomas pilosos simples, envés con domacios de tricomas simples en las axilas de los nervios secundarios con el nervio principal, nervios terciarios a menudo conspicuos, paralelos a laxamente reticulados, láminas con tonos cafés o verde obscuros (rojizos) cuando secas (al menos en la haz); folíolo terminal elíptico, obovado o subrómbico (orbicular u oblanceolado), 3–13 (–17) cm de largo y 1.4–10 cm de ancho, ápice agudo a acuminado, base atenuada (cuneada), peciólulo 0–8 (–23) mm de largo, folíolos laterales inequiláteros, elípticos, oblongos u ovados, 3–12 cm de largo y 1–8 cm de ancho, ápice agudo, acuminado u obtuso, base oblicuo-redondeada u oblicuo-cuneada, peciólulos 0–5 (–15) mm de largo; pecíolos 1.5–8 cm de largo, estípulas erectas, 2–4.5 mm de largo. Inflorescencias 1.5–6 cm de largo, pedicelos 1.5–5 mm de largo, con tricomas malpigiáceos adpresos a patentes o tricomas malpigiáceos adpresos mezclados con tricomas simples y pilosos o puberulentos, raramente glabros a papilados o sólo puberulentos, en general ligeramente curvados a marcadamente recurvados en los frutos tempranos (raramente se mantienen rectos), flores rojas, blancas, amarillas o amarillo-verdes; cáliz cupuliforme, generalmente con tricomas malpigiáceos en la base, raramente glabro a papilado o granuloso apicalmente, ápice truncado; corola en yema 1–2 mm de largo, con tricomas malpigiáceos esparcidos o glabra a papilada, ápice redondeado. Fruto obovoide, 7.5–9.5 (–13) mm de largo, purpúreo a negro; semilla 1, obovoide, 5.5–7 (–9) mm de largo.

## Distribución y hábitat
Originaria de América tropical. Presente en clima cálido, desde el nivel del mar hasta los 300 metros. Crece a orillas de caminos, asociada a bosques tropicales caducifolios y perennifolios, además de matorral xerófilo.

## Propiedades
En Puebla esta planta se usa para sanar granos.

## Taxonomía
Cissus microcarpa fue descrita por Martin Vahl y publicado en Eclogae Americanae 1: 16–17. 1796 [1797].
Etimología
Cissus: nombre genérico que deriva del griego κισσος (kissos), que significa "hiedra".
microcarpa: epíteto latino que significa "con semillas pequeñas".
Sinonimia
- Cissus chontalensis (Seem.) Planch.
- Cissus dichroa Urb.
- Cissus grisebachii Planch.
- Cissus mexicana Mattei
- Cissus torreana Britton & P.Wilson
- Cissus trifoliata var. intermedia Griseb.
- Vitis microcarpa (Vahl) Donn. Sm.[5]

## Nombre común
Caquixtle, caquistle, poposocani.